# Gramàtica de l'interlingua
La gramàtica de l'idioma interlingua és una gramàtica anglorromanç simplificada. És més simple que la gramàtica anglesa o la gramàtica de les llengües romanços, germàniques i eslaves.

## Article
L'article definit és sempre "le", i l'article indefinit és sempre "un". No hi ha concordança amb el nom al qual qualifica (no canvia per plural o per gènere).
| article definit                       | article indefinit |
| ------------------------------------- | ----------------- |
| le patre (sing.), le patres (pl.)     | un patre.         |
| le infante (sing.), le infantes (pl.) | un infante        |
| le amica (sing.), le amicas (pl.)     | un amica.         |

## Nom
La gran majoria dels noms acaben en una de les vocals "-o" (fructo), "-a" (pagina - "pàgina"), "-e" (libertate  - "llibertat"). "-o" ocorre sovint. Quan la terminació "-o" ocorre en una paraula que designa un ésser masculí, el corresponent femení pot ser representat per la mateixa paraula amb la terminació substituïda per "-a". El plural es forma per l'addició de "-s". Si el nom té final en consonant, l'addició és "-es".
| singular   | plural       |
| ---------- | ------------ |
| fructo     | fructos      |
| tempore    | tempores     |
| planta     | plantas      |
| generation | generationes |

## Adjectius
La gran majoria dels adjectius acaben en la vocal "-e" (delicate - "delicat", parve - "petit"), o en una de les consonants -l, -n, -r, -c (natural, equal - "igual", american - "americà", parell, cyclic - "cíclic"). Adjectius posats immediatament a prop un nom segueixen el nom (normal i el més freqüent). L'adjectiu no té inflexió o concordança adjectival. (Le parve femina es belle. Parve feminas es belle.) Els graus de comparació d'adjectius són expressats pels adverbis plus i minus.
| adjectiu | comparatiu  | superlatiu     |
| -------- | ----------- | -------------- |
| grande   | plus grande | le plus grande |
| bon      | minus bon   | le minus bon   |

## Verbs
Els verbs en interlingua tenen conjugació per pronom personal obligatori. Totes les formes del verb per a tots els pronoms: "io, tu, illo, nos, vos, illos" són idèntiques. Els verbs en interlingua acaben amb "-r" en infinitiu, i acaben amb "-a", "-e", o "-i" en present, i el participi es forma amb la terminació "-te".
| Pronom                                          | Infinitiu | Present | Passat    | Futur    | Condicional |
| ----------------------------------------------- | --------- | ------- | --------- | -------- | ----------- |
| io, tu, illo nos, vos, illos                    | crear     | crea    | creava    | creara   | crearea     |
| io, tu, illo nos, vos, illos (formes compostes) | crear     | crea    | ha create | va crear | velle crear |

La intenció és que l'idioma interlingua sigui, essencialment, el "mitj" de totes les llengües d'origen europeu.